# Anda (localidad)
Anda es una localidad del concejo de Anda, que está situado en el municipio de Cuartango, en la provincia de Álava, España.

## Historia
Hacia mediados del siglo XIX, el lugar, ya por entonces perteneciente a Cuartango, tenía contabilizada una población de 58 habitantes. Aparece descrito en el segundo volumen del Diccionario geográfico-estadístico-histórico de España y sus posesiones de Ultramar de Pascual Madoz con las siguientes palabras:

ANDA: l. en la prov. de Alava (4 leg. á Vitoria), dióc. de Calahorra (21), part. jud. de Salinas de Añana (2), vicaria, herm. y ayunt. de Cuartango (1): sit. al N. en una pequeña colina en donde le combaten los vientos N. y S.; clima frio, pero sano: la igl. parr. (San Estéban) es matriz y curato de provision ordinaria: hay una escuela de ambos sexos á la que concurren de 20 á 30 niños, dotada con tres fan. de trigo: el térm. confina por N. con una pequeña colina y pueblo de Abornicano 1/2 leg.; por E. con Catadiano 1/4, por S. con Sendadiano 1, y por O. con Andagoya 1/2; le baña el r. Bayas, que trae su origen desde Gorbea con direccion al Ebro, sobre el cual tiene un puente de piedra de 4 arcos y bien conservado: el derrame de varias fuentes de cristalinas y saludables aguas que abastecen la pobl., aumenta los arroyuelos que se desprenden de las sierras inmediatas: el terreno en lo general quebrado, montuoso y de mediana calidad, aunque participa de algun llano; los labradores cultivan con la mayor avidez las mas pendientes laderas. Hay buenos prados de pastos, y disfrutan con Abornicano y Catadiano el monte y terreno de la comunidad de San Bernabé: se aprovechan tambien de los de la Ledania de Anda y sus deh., de las de Berrueta, Badaya y sierra y monte de Guibijo. Tiene dentro de su térm. una cantera de mármol negro con vetas blancas, capaz de buen pulimento y de dar piezas de gran tamaño, como lo era la que se estrajó de 13 pies 9 pulgadas de largo, como 5 1/4 de ancho para la mesa de la sacristia de San Pedro de Vitoria. Los caminos son vecinales y bien cuidados; pasa por el térm. el de la Rioja á Vizcaya, el cual es áspero desde el primer punto indicado hasta el l. que describimos: el correo se recibe por los interesados en la cap. del part. Prod. trigo, cebada, maiz, patatas, avena y varias legumbres: cria ganado vacuno, lanar, cabrio, con especialidad caballar cruzado con garañon: hay caza de perdices, liebres y aves de paso, y en el Bayas se pescan truchas esquisitas, barbos, anguilas y otros peces; su ind.: la agrícola, un molino harinero y una máquina para aserrar piedras: el comercio se reduce á la venta de granos y muletas que verifica en los mercados inmediatos: pobl. 10 vec.: 58 alm. contr. (V. Alava intendencia).
(Madoz, 1845, p. 275)

En 2022, tenía empadronados 32 habitantes.

## Demografía
| Gráfica de evolución demográfica de Anda entre 2000 y 2017  |
|                                                             |
| Población de derecho según los censos de población del INE. |

## Cultura

### Patrimonio material

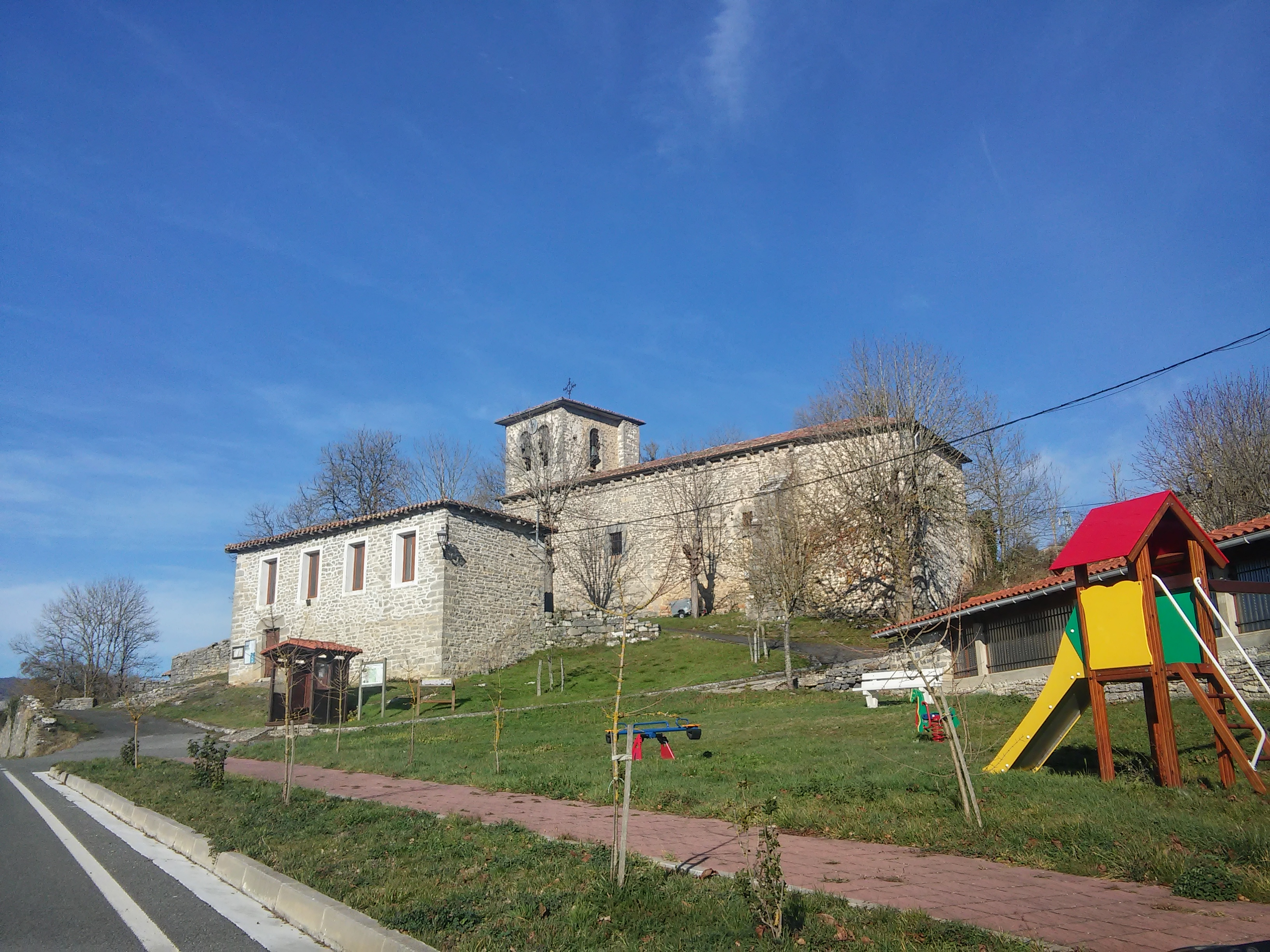
Vista de la iglesia de San Esteban

Hay en el lugar una iglesia de San Esteban.
En las cercanías de Anda, existe un conjunto de monumentos megalíticos. Los cuales fueron recogidos dentro del patrimonio cultural vasco, como bien cultural dentro de la categoría de conjunto monumental, en el año 2011.En la zona hay un conjunto de cuatro construcciones megalíticas, tres de ellas serían dólmenes (San Sebastián Norte, dolmen de San Sebastián Sur y Gurpide Sur) y la última se trata de un dolmen posteriormente convertido en Menhir (Gurpide Norte).

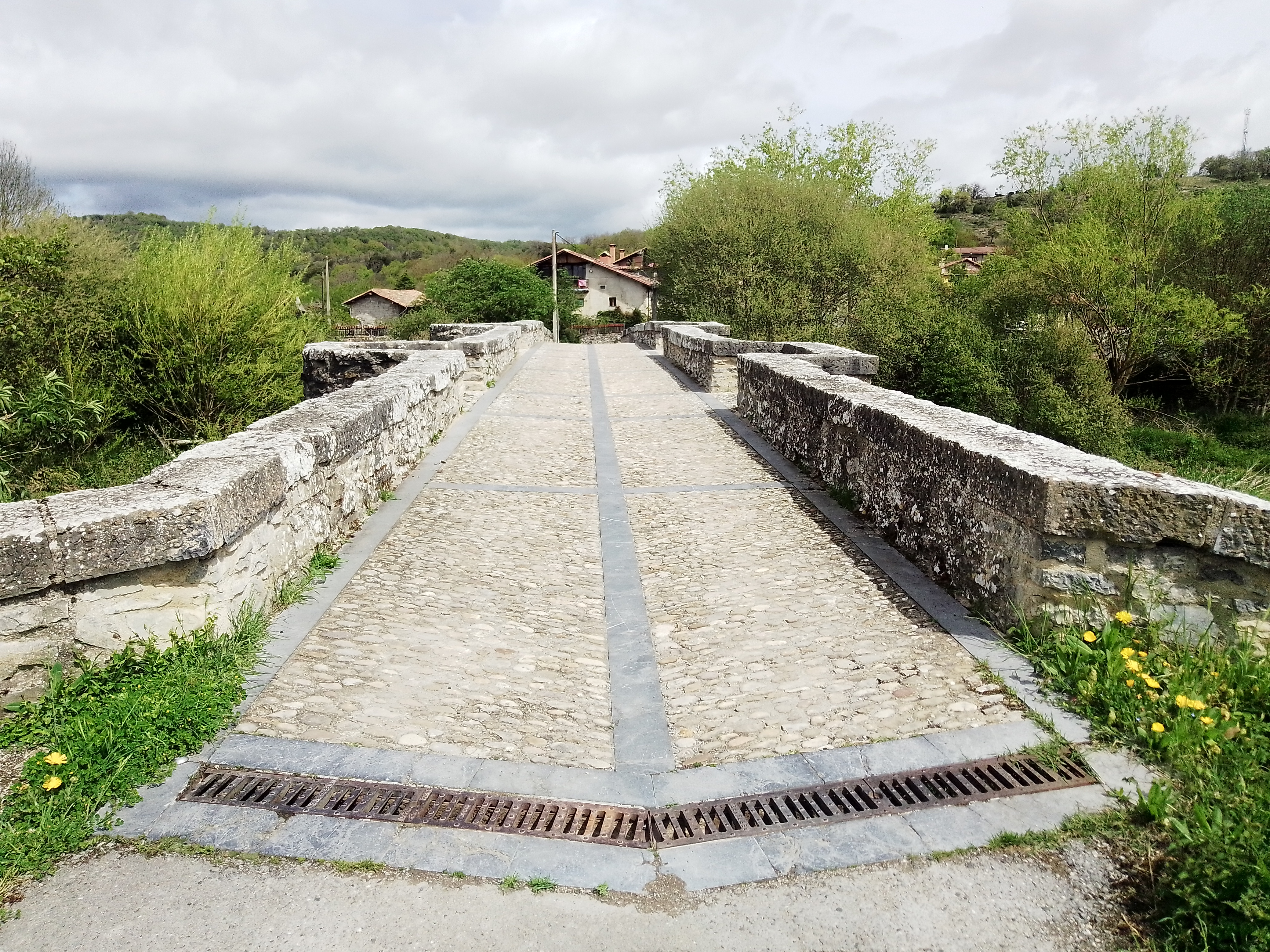
Puente de Anda

Tuvo tres puentes importantes. El primero ya derruido «Puente de Pila», el segundo y de gran importancia en las comunicaciones entre Zaragoza y Bilbao fue el «Puente de Illumbe». Este puente de «cal y canto» y tres ojos se encuentra a pocos metros del puente del ferrocarril. Y el tercero y más emblemático se encuentra a la salida de Anda hacia Sendadiano, por los antiguos caminos de herradura y rueda. Tiene cinco ojos de medio punto y una cruz de piedra en lo alto, construido con piedra de la cantera de Anda.
Hay un juego de bolos, ubicado en un edificio rectangular junto a la iglesia.
Hubo un potro de herrar, construido alrededor de 1912, hoy integrado en una vivienda particular.
Hubo una cantera de mármol negro.